# Gigamon
Gigamon ist ein Kinder- und Gedächtnisspiel der französischen Spieleautoren Karim Aouidad und Johann Roussel. Das Spiel ist für zwei bis vier  Mitspieler als Kinder- und Familienspiel konzipiert und erschien zuerst 2014 als La Chasse aux Gigamons bei dem französischen Kleinverlag Elemon Games. In den Folgejahren wurde es von verschiedenen Verlagen international aufgegriffen, darunter 2022 bei den deutschen Verlag Mirakulus. 2023 wurde es in dieser Version neben den Spielen Carla Caramel und Mysterium Kids für das Kinderspiel des Jahres nominiert.

## Hintergrund und Ausstattung
In dem Spiel Gigamon handelt es sich um ein an das bekannte Spiel Memory angelehntes Gedächtnisspiel, bei dem sich die Spieler die Position von Plättchen mit Elementargeistern, den „Elemons“, auf dem Tisch merken müssen, um diese zu bekommen und gegen „Gigamons“ einzutauschen. Dabei können sie Spezialfunktionen der Elemons  nutzen, um schneller an ihr Ziel zu kommen.
Das Spielmaterial besteht neben der Spielanleitung aus 42 Elemonplättchen mit jeweils sechs Elemons von sieben verschiedener Typen, sieben Gigamon-Figuren und drei Felsenplättchen. Die grafische Gestaltung stammt von der Illustratorin Marie-Anne Bonneterre.

## Spielweise
Das Spiel wird mit zwei bis vier Spielern gespielt. Zu Beginn werden die Elemonplättchen gemischt und neun von ihnen in einem Raster von 3 mal 3 Karten verdeckt in der Tischmitte ausgelegt. Die restlichen Plättchen kommen als verdeckter Nachziehstapel neben die Auslage. Die Gigamon-Figuren und die Felsplättchen werden ebenfalls auf dem Tisch platziert.
Das Spiel beginnt mit einem Startspieler und wird danach reihum im Uhrzeigersinn gespielt. Der jeweils aktive Spieler dreht nacheinander zwei Plättchen in der Auslage um. Zeigen beide das gleiche Motiv, legt er sie vor offen sich ab und ersetzt die nun fehlenden Plättchen durch zwei Plättchen vom Nachziehstapel. Zeigen sie verschiedene Motive ist der nächste Spieler an der Reihe; eine Ausnahme bilden die „Polymon“-Plättchen, die mit jedem anderen Elemon ein Paar bilden können. Jedes Elemon-Paar hat zudem eine Spezialfunktion, die aktiviert werden kann, wenn ein Spieler es bekommt:
| Elemon-Plättchen | Funktion |
| ---------------- | --- |
| Polymon          | Ein Polymon bildet mit einem beliebigen anderen Polymon ein Paar. Die Fähigkeit eines anderen Elemons wird in dem Fall nicht genutzt.                                            |
| Floramon         | Wird ein Floramon-Paar aufgedeckt, darf sich der Spieler ein zusätzliches Plättchen vom Nachziehstapel nehmen und vor sich auslegen.                                             |
| Pyromon          | Wird ein Pyromon-Paar aufgedeckt, darf der Spieler ein beliebiges Plättchen aus der Auslage eines anderen Spielers aus dem Spiel entfernen.                                      |
| Hydromon         | Wird ein Hydromon-Paar aufgedeckt, darf sich der Spieler vier Karten der verdeckten Auslage ansehen. Die anderen Spieler müssen dabei die Augen schließen.                       |
| Geomon           | Wird ein Geomon-Paar aufgedeckt, darf der Spieler ein Felsen-Plättchen auf ein beliebiges Plättchen der Auslage legen, dass in der folgenden Runde nicht aufgedeckt werden darf. |
| Aeromon          | Wird ein Aeromon-Paar aufgedeckt, darf der Spieler ein beliebiges Plättchen aus seiner Auslage gegen eines aus der Auslage eines anderen Spielers tauschen.                      |
| Electromon       | Wird ein Electromon-Paar aufgedeckt, darf der Spieler direkt einen weiteren Zug machen.                                                                                          |

Sobald ein Spieler vor sich drei Elemon-Plättchen des gleichen Typs vor sich liegen hat, tauscht er diese gegen eine Gigamon-Figur aus. Das Spiel endet, sobald ein Spieler drei Gigamon-Figuren besitzt. Ansonsten wird es so lange gespielt, bis keine Paare mehr gebildet werden können, in dem Fall gewinnt der Spieler mit den meisten Gigamons sowie bei einem Gleichstand derjenige mit den meisten Elemons.

## Ausgaben und Rezeption
Das Spiel erschien zuerst 2014 als La Chasse aux Gigamons bei dem französischen Kleinverlag Elemon Games. 2015 erschien eine italienische Version bei dem Verlag Red Glove, 2016 eine englische bei Blue Orange Games. Es folgten Versionen auf Polnisch, Chinesisch, Koreanisch, Spanisch und Russisch. 2022 wurde das Spiel zudem von dem deutschen Verlag Mirakulus aufgegriffen und über eine Kampagne in der „Spieleschmiede“ finanziert.
Die französische Version des Spiels wurde 2015 mit dem As d’Or – Jeu de l’Année enfants ausgezeichnet. 2023 wurde es in der deutschen Version neben den Spielen Carla Caramel und Mysterium Kids für das Kinderspiel des Jahres nominiert.

## Belege
1. 1 2 3 4 5 6  
Offizielle Spielregeln für Gigamon, Mirakulus 2022
2. ↑  
Versionen von Gigamon in der Datenbank BoardGameGeek; abgerufen am 25. Juni 2023.
3. ↑  Gigamon auf der Website des Spiel des Jahres e.V.; abgerufen am 25. Juni 2023.